# Lac Noir (Louisiane)
Pour les articles homonymes, voir Lac Noir.
Le lac Noir (en anglais : Black Lake) est un lac de barrage situé en Louisiane aux États-Unis.

## Géographie
Le lac Noir est alimenté principalement par les eaux du bayou du lac Noir. Un barrage situé au sud-est du lac, le Alan Chiverly Dam, construit en 1934, retient les eaux entre le lac Noir et le lac Saline dans lequel il se déverse contribuant ainsi à alimenter le bayou de la Saline, un affluent de la rivière Rouge.
Le lac s'étend sur une longueur de 8 kilomètres depuis la paroisse de Bienville au Nord à la paroisse de Natchitoches au Sud, avec une largeur de presque trois kilomètres. Sa superficie est de 28 km2.

## Histoire
Le lac Noir ainsi que le bayou du lac Noir ont été dénommés ainsi depuis l'époque de la Louisiane française. Le toponymie fut anglicisé en Black Lake au cours du XXe siècle.

## Flore
La végétation est essentiellement constituée de mousse de type bryophyta, de varech, d'algues et de cyprès.